# Titaniloricus
Titaniloricus är ett släkte av korsettdjur. Titaniloricus ingår i familjen Pliciloricidae, ordningen Nanaloricida, fylumet korsettdjur och riket djur.
Släktet innehåller bara arten Titaniloricus inexpectatovus.